# Bechstedt
Bechstedt – miejscowość i gmina w Niemczech, w kraju związkowym Turyngia, w powiecie Saalfeld-Rudolstadt. Do 31 grudnia 2018 wchodziła w skład wspólnoty administracyjnej Mittleres Schwarzatal. Od 1 stycznia 2019 niektóre zadania administracyjne gminy realizowane są przez miasto Königsee, które pełni rolę "gminy realizującej" (niem. "erfüllende Gemeinde").